# ABC Scorpion
Az ABC Scorpion a brit ABC motorgyár (1951-től a Vickers része) kéthengeres, léghűtéses, benzinüzemű repülőgépmotorja.

## Története
A Granville Bradshaw által tervezett, kisteljesítményű, könnyű repülőgépekhez ajánlott boxermotort 1921-ben próbálták ki először, majd 1923-tól gyártották. A motort az 1920-as évek több könnyű repülőgépén alkalmazták. Első változata, a Scorpion I 22 kW (30 LE) maximális teljesítmény leadására volt képes. 1924-től gyártották a növelt furattal és lökettel rendelkező, nagyobb teljesítményű változatát, a Scorpion II-t, amely 25 kW (34 LE) maximális teljesítményre volt képes.
Egy működőképes példánya maradt fenn. A Scorpion II változatú motor napjainkban a Shuttleworth gyűjteményhez tartozó, repülőképes állapotban lévő ANEC II típusú repülőgépbe van beépítve.

## Jellemzői
Kéthengeres, léghűtéses boxermotor. Felülszelepelt motor, hengerenként két szeleppel (egy szívó, egy kipufogószelep) rendelkezik. A szelepeket emelőrudak mozgatják. A két henger közös porlasztóval rendelkezik. Mindkét hengeren egy-egy rövid kipufogócsonk található. A motorblokk alumínium, középen függőleges síkban osztott két félrészből tevődik össze. A forgattyús tengely hátul golyóscsapágyon, elöl két hengergörgős csapágyon fut. A légcsavar által előállított vonóerőt a két görgőscsapágy közé épített tárcsás golyóscsapágy veszi fel. A motor segédberendezései a motor hátsó oldalán helyezkednek el. 74-es oktánszámú benzinnel működik.

## Alkalmazása
| - ABC Robin - Boulton Paul Phoenix - BFW M.19 - BFW M.23 - BICS–11 - Comper Swift - de Havilland Humming Bird - Hawker Cygnet - Heath Parasol - Hendy Hobo | - Henderson-Glenny Gadfly - Kay Gyroplane - Luton Minor - Mignet HM.14 - RWD–1 - SAI KZ I - Short Satellite - Snyder Buzzard - Westland Woodpigeon |

## Műszaki adatok (Scorpion I)
- Furat: 87, 5 mm
- Löket: 91,5 mm
- Hengerűrtartalom: 1,1 liter
- Száraz tömeg: 41 kg
- Maximális teljesítmény: 22 kW (30 LE) 2750 1/min fordulatszámon
- Kompresszióviszony: 4:1
- Fajlagos teljesítmény: 0,53 kW/kg